# لوك غان
لوك غان (بالإنجليزية: Luke Gunn) هو منافس ألعاب قوى بريطاني، ولد في 1985.

## وصلات خارجية
- لوك غان على موقع الاتحاد الدولي لألعاب القوى (الإنجليزية)
- لوك غان على موقع الدوري الماسي (الإنجليزية)
- لوك غان على موقع اتحاد ألعاب الكومنولث (مؤرشف) (الإنجليزية)
- لوك غان على موقع اتحاد ألعاب الكومنولث (مؤرشف) (الإنجليزية)